# Julián Ayala (futbolista)
Julián Ayala (bucaramanga, santander, 1 de enero de 1993)

## Clubes y estadísticas
| Club           | País     | Año         | Part | Goles |
| -------------- | -------- | ----------- | ---- | ----- |
| Real Santander | Colombia | 2011 - 2016 | 82   | 13    |
| Boyacá Chicó   | Colombia | 2017        | 25   | 4     |

## Palmarés

### Campeonatos nacionales
| Título    | Club         | País     | Año  |
| --------- | ------------ | -------- | ---- |
| Primera B | Boyacá Chicó | Colombia | 2017 |